# Chalcides bottegi
Espèce
Chalcides bottegi est une espèce de sauriens de la famille des Scincidae.

## Répartition
Cette espèce se rencontre au Kenya, en Éthiopie, au Soudan et au Soudan du Sud.

## Étymologie
Cette espèce est nommée en l'honneur de Vittorio Bottego.

## Publication originale
- Boulenger, 1898 "1897" : Concluding report on the late Capt. Bottego’s collection of reptiles and batrachians from Somaliland and British East Africa. Annali del Museo Civico di Storia Naturale di Genova, sér. 2, vol. 18, p. 715-723 (texte intégral).